# Anomis xanthochroa
Anomis xanthochroa är en fjärilsart som beskrevs av Butler 1886. Anomis xanthochroa ingår i släktet Anomis och familjen nattflyn. Inga underarter finns listade i Catalogue of Life.